# 2016 en Ontario
Chronologie de l'Ontario
- 2012
- 2013
- 2014
- 2015
- 2016
- 2017
- 2018
- 2019
- 2020

Cette page concerne des événements d'actualité qui se sont produits durant l'année 2016 dans la province canadienne de l'Ontario.

## Politique
- Première ministre: Kathleen Wynne (Parti libéral)
- Chef de l'Opposition: Patrick W. Brown (Parti progressiste-conservateur)
- Lieutenant-gouverneur: Elizabeth Dowdeswell
- Législature: 41e

## Événements

### Janvier
- Dimanche 10 janvier : Le pont du fleuve Nipigon (en), récemment ouvert près de Nipigon (en), est fermé à la circulation à la suite d'une défaillance mécanique, coupant ainsi la route Transcanadienne ce qui force un détour par les États-Unis[1].

### Février
- Jeudi 11 février : Le progressiste-conservateur Lorne Coe remporte l'élection partielle de Whitby—Oshawa avec 17,053 votes de plus que son plus proche adversaire, la libérale Elizabeth Roy. Coe succède ainsi à Christine Elliott, qui a démissionné il y a six mois[2].
- Dimanche 14 février : Le NBA All-Star Game 2016 se déroule à l'Air Canada Centre à Toronto.
- Lundi 22 février : La première ministre Wynne présente des excuses historiques aux francophones au sujet du Règlement 17, législation qui a banni l'enseignement du français des écoles ontariennes de 1912 à 1927. Seul le chef du Parti progressiste-conservateur Patrick W. Brown est absent pour faire des excuses. Toute compensation financière est cependant exclue[3].

### Juin
- Mardi 28 juin : Une énorme explosion détruit complètement une maison et en endommage 24 autres à Mississauga. Au moins une personne est décédée et 13 autres sont blessées, selon les Services d'incendie et d'urgence de Mississauga (en). Des milliers d'habitants sont contraints d'évacuer et passent la nuit dans un refuge de la communauté locale[4].

## Décès

### Janvier
- Vendredi 1er janvier : Jim Ross (en), 89 ans, joueur de hockey sur glace, né au Royaume-Uni (° 20 mai 1926).
- Dimanche 3 janvier : Bill Plager (en), 70 ans, défenseur de hockey sur glace (° 6 juillet 1945).
- Dimanche 10 janvier :
  - Willie Farakas (en), 80 ans, catcheur, né en Hongrie (° 1935).
  - George Jonas, 80 ans, écrivain et journaliste, né en Hongrie (° 15 juin 1935).
- Vendredi 15 janvier : Avrom Isaacs, 89 ans, marchand d'art, né au Manitoba (° 19 mars 1926).
- Samedi 16 janvier : Rudy Migay (en), 87 ans, joueur de hockey sur glace (° 18 novembre 1928).

### Mars
- 23 mars : Jim Hillyer (8 juillet 1974 à Lethbridge – 23 mars 2016 à Toronto), homme politique canadien.

### Décembre
- 13 décembre : Alan Thicke, acteur, compositeur, producteur et scénariste (° 1er mars 1947).